# Boesch Motorboote
Die Boesch Motorboote AG ist ein 1920 gegründeter Schweizer Hersteller von Holzmotorbooten mit Sitz in Kilchberg ZH.

## Geschichte

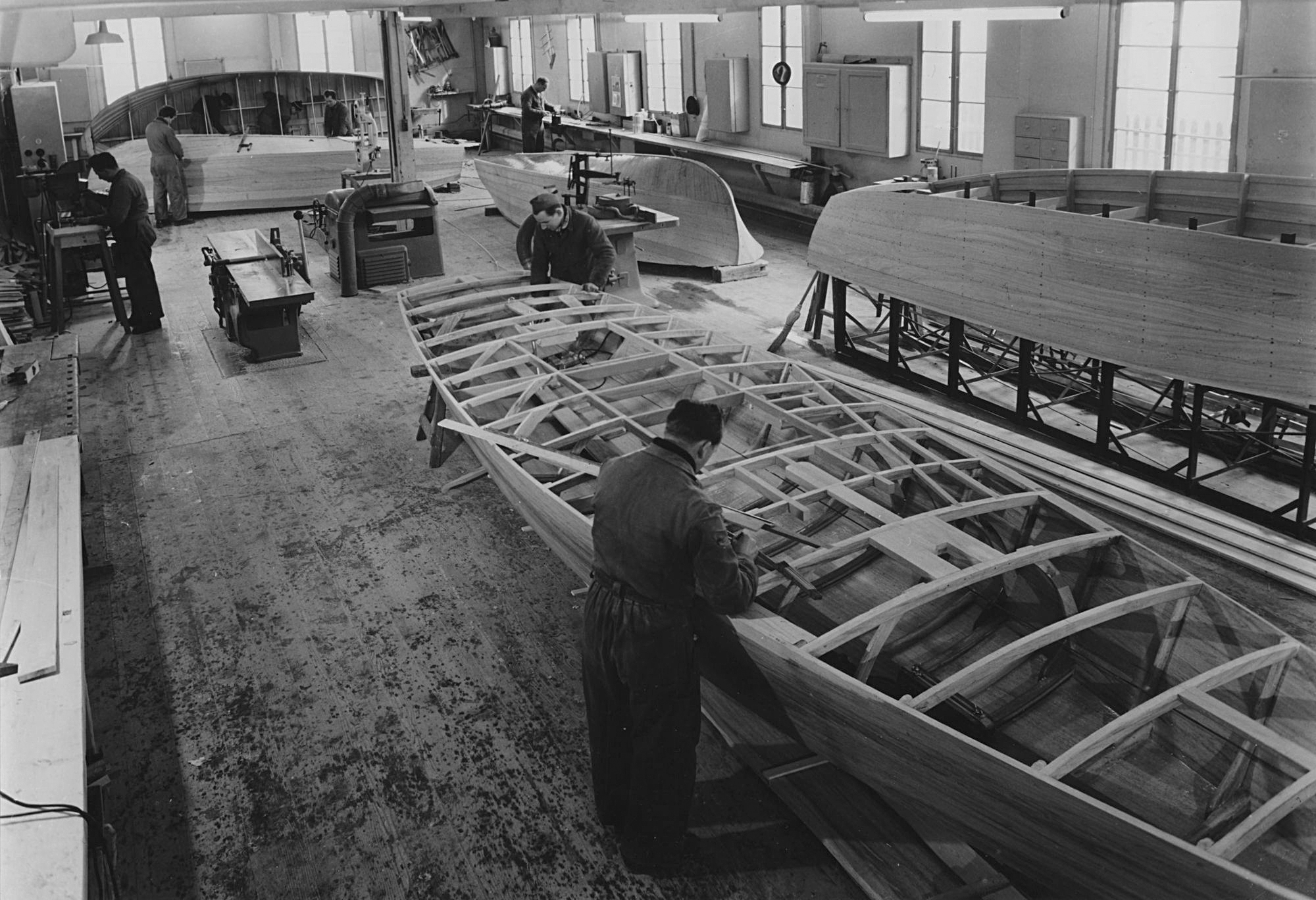
Boesch Motorboote AG 1950

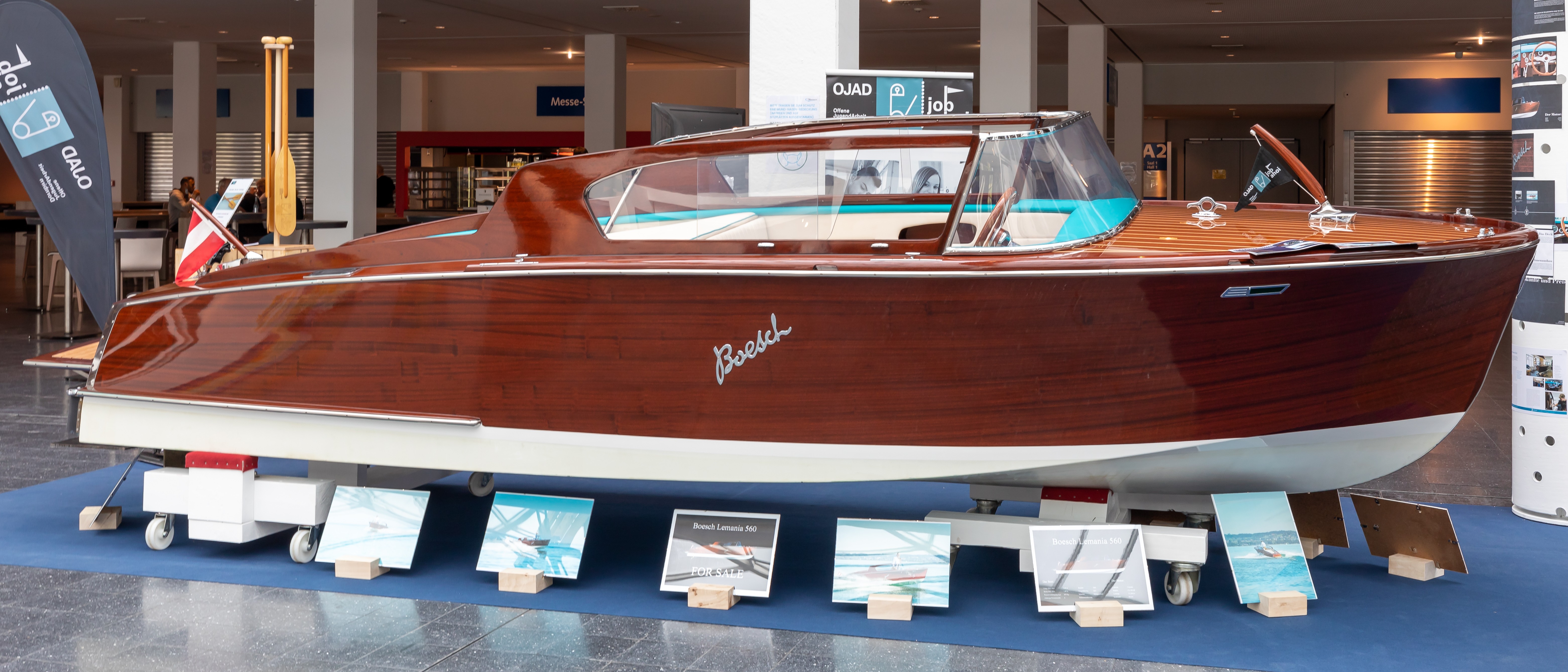
Boesch 560 Lemania

Der Bootsbauer Jakob Boesch übernahm 1920 die Werft Treichler & Co. in Kilchberg am Zürichsee, in der Segel-, Motor- und Ruderboote neu gebaut, überholt oder repariert wurden. In Folge firmierte das Unternehmen um in Boesch & Co. Ab 1940 konzentriert sich Boesch kriegsbedingt auf den Bau von Segel- und Ruderbooten wie beispielsweise Star-Boote, kleine Rennyachten mit Knickspantrumpf, die in Einzelanfertigung hergestellt werden.
1952 entwickelte Walter Boesch, der Sohn von Jakob Boesch, mit dem Typ 500 ein erstes Serienmodell für ein schnelles Motorboot. Die Serienanfertigung erfolgte ab 1954; die Produktion von Segelbooten wurde 1956 eingestellt. Bis Ende der 1950er Jahre gab es eine Typenpalette mit den Modellen B500, B560 und B640.
Anfang der 1970er Jahre wurden Holzboote zunehmend zum Nischenprodukt. Boeschs Boote wurden daraufhin grösser und luxuriöser gebaut. Infolge kam 1975 mit dem Daycruiser 720 das erste küstentaugliche Boot von Boesch auf den Markt. Der Antrieb wurde mit einem Beulenruder optimiert und mit Epoxidharz wurden neue Beschichtungsmaterialien eingeführt. 1971 trat mit den Söhnen Klaus und Urs Boesch die dritte Generation in das Unternehmen ein und die Produktionsstätten wurden in einen Neubau nach Sihlbrugg verlegt.
Ab 1980 produzierte Boesch klassische und sportliche Mahagoniboote wie beispielsweise den Typ 850 der als Runabout und als Küstenkreuzer ab 1988 erhältlich war und angetrieben von einem V8-Motoren bis zu 40 Knoten erreichte.
Am 25. Juni 1999 wurde die Boesch Motorboote AG in das Handelsregister eingetragen.
Im Jahr 2000 trat Markus Boesch, der Sohn von Klaus Boesch, als vierte Generation in das Unternehmen ein. 2005 folgte die Aufnahme in die Geschäftsleitung.

### Entwicklung des Logos

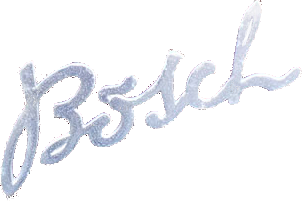
Bis 1960

## Unternehmen
Die Boesch Motorboote AG produziert klassische Motorboote aus Mahagoni in gehobener Ausstattung. Das Unternehmen stellt pro Jahr zwischen 30 und 40 Boote her. Rund ein Drittel davon sind Elektromotorboote.

## Modellpalette
Unter dem Namen Boesch sind heute Motoryachten von 20 bis 31 Fuß erhältlich.
| Modell | Launch | Typ                 | Gewicht (kg) | Rumpflänge       |
| ------ | ------ | ------------------- | ------------ | ---------------- |
| B620   | 1995   | Acapulco de Luxe    | 1350         | 6,2 m (20,3 ft)  |
| B620   | 1995   | Cabrio de Luxe      | 1400         | 6,2 m (20,3 ft)  |
| B620   | 2010   | Bimini de Luxe      | 1400         | 6,2 m (20,3 ft)  |
| B625   | 2013   | Sunski              | 1300         | 6,25 m (20,5 ft) |
| B710   | 2004   | Costa Brava de Luxe | 1750         | 7,10 m (23,3 ft) |
| B710   | 2011   | Ascona de Luxe      | 1650         | 7,10 m (23,3 ft) |
| B750   | 2002   | Portofino de Luxe   | 2500         | 7,50 m (24,6 ft) |
| B970   | 2009   | St. Tropez          | 4350         | 9,70 m (31,8 ft) |

Ehemalige unter dem Namen Boesch erschienene Motoryachten:
| Modell | Bauzeit   | Gewicht (kg) | Rumpflänge (m) |
| ------ | --------- | ------------ | -------------- |
| B500   | 1953–1964 | 950          | 5,00           |
| B510   | 1965–1979 | 1100         | 5,10           |
| B530   | 1980–1998 | 1200         | 5,30           |
| B560   | 1955–1965 | 1200         | 5,60           |
| B560   | 1998–2010 | 1260         | 5,60           |
| B580   | 1966–1977 | 1500         | 5,80           |
| B590   | 1977–1996 | 1100         | 5,90           |
| B640   | 1958–1971 | 1600         | 6,40           |
| B650   | 1971–1981 | 1450         | 6,50           |
| B680   | 1982–2000 | 1680         | 6,80           |
| B720   | 1975–1996 | 2800         | 7,20           |
| B850   | 1988–2000 | 3600         | 8,50           |
| B900   | 2000–2009 | 3800         | 9,00           |